# World Maths Day
O World Maths Day é um dos maiores eventos educacionais a nível mundial. Realiza-se na primeira Quarta-Feira de Março.

## O evento
As partidas estão divididas em quatro categorias: multiplicação, divisão, soma e subtracção. Quando o aluno começa o jogo, o website procura outros jogadores do mesmo nível por todo o mundo que possam jogar contra ele. Se não forem encontrados adversários, o adversário será o computador que tem a pontuação do histórico do aluno. Quando são erradas três questões no mesmo jogo, o jogo é perdido. Depois de cada jogo, os resultados são apresentados juntamente com os resultados dos adversários. Em cada jogo, o aluno tem um minuto para responder ao maior número de questões que conseguir numa das categorias. O grau de dificuldade é adequado à idade do aluno. Podem ser jogadas o número de partidas que o aluno quiser. Os alunos têm acesso ao evento através da Internet

## World Maths Day 2009
Em 2009, o evento ocorreu a 4 de Março. Participaram 1,9 milhões de estudantes de 225 países e juntos responderam correctamente a 452.682.682 questões. Foi batido o recorde de 2008.

## Resultados de 2009

### Estudantes Vencedores
1.Kaya G. -Team Australia - 129.106 respostas correctas
2.David M. -Aloha Collage, Espanha - 119.843 respostas correctas
3.David A. -Frasier Coast Anglican Collage, Austrália - 115.571 respostas correctas
4.Shoaib A. -Team Pakistan, Paquitão - 105.743 respostas correctas
5.M G(Mustafa Can Gursoy) -İzmir Özel Işıkkent Lisesi, Turquia - 101728 respostas correctas
6.Serena H.-International School of Arts, Emirados Arábes Unidos- 100796 respostas correctas
7.Larksana Y.- Ontario International School, Canadá- 91640 respostas correctas
8.Caleb L.- Australian International School, Emirados Árabes Unidos- 91194 respostas correctas
9.K. H.- Dalat International School, Malásia- 90448 respostas correctas
10.Carlos D.- Amman National School, Jordânia- 89642 respostas correctas

### Top 3 por Categoria
Elementary
1.K H- Dalat International School, Malásia: 90,448
2.Dushyant S- International Pioneers School, Tailândia: 70,438
3.N K- International Pioneers School, Tailândia: 59,169
Middle
1.Kaya G- The Southport School, Austrália: 129,106
2.David M- Aloha College, Espanha: 119,843
3.Shoaib A- Team Pakistan, Paquiastão- 105,743
High
1.David A- Fraser Coast Anglican College, Austráliaa: 115,571
2.'M G- Izmir Ozel Isikkent Lisesi, Turquia: 101,720
3.Carlos D- Amman National School, Jordânia: 89,642

### Top 5 de Turmas
1.F2 Team A - Cempaka Schools, Malásia - 1,004,202
2.F3 Team A - Cempaka Schools, Malásia - 975,339
3.F4 Team A - Cempaka Schools, Malásia - 818,083
4.F1 Team A - Cempaka Schools, Malásia - 812,852
5.CIS Team A - Cempaka Schools, Malásia - 760,573

## World Maths Day 2008
Em 2008, o evento ocorreu a 5 de Março. Foram respondidas correctamente 182.455.169 questões, sendo o recorde anterior (38.904.275) batido. Durante as 48 horas do World Maths Day foram feitos 5.172.844 acessos ao website.

## Resultados de 2008

### Estudantes vencedores
1. Tatiana D, Haileybury College, Australia: 65199 respostas correctas
2. Rock T, George Heriot's School, Edinburgh United Kingdom: 62273 respostas correctas
3. Kaya G, The McDonald College, Australia:  59300 respostas correctas
4. Chris T, The English College, United Arab Emirates:  57375 respostas correctas
5. Tian Wei Branden K, Garden International School, Malaysia:  56643 respostas correctas
6. Joshua S, Dulwich College, China:  50853 respostas correctas
7. Abhishek Gosavi , International Pioneers School:  50334 respostas correctas
8. Crystal L, Team Australia:  49321 respostas correctas
9. Pratyush G, Delia School of Canada, Hong Kong:  47181 respostas correctas
10. Apichet Sarnath, Team Thailand:  45553 respostas correctas

### Turmas vencedoras
1. Class 0801PE4, Taylor's University College, Malaysia:  299708 respostas correctas
2. Class 0701PM469, Taylor's University College, Malaysia:  222047 respostas correctas
3. Class 4A, Australian International School, United Arab Emirates:  189075 respostas correctas
4. Class Mr. Bourne's 5th Grade Class, Creek View Elementary, United States of America:  171662 respostas correctas
5. Class Year 6, Whingate Primary, Great Britain:  170139 respostas correctas
6. Class Esteva's Explorers, Sweetwater Elementary, United States of America:  169199 respostas correctas
7. Class 4abc, Geodetska Tehnicka Skola, Croatia:  138750 respostas correctas
8. Class Windy Gifted 1, Windy Ridge K-8 School, United States of America:  135835 respostas correctas
9. Class FORM VII, Manav Sthali School, India:  124634 respostas correctas
10. Class Algebra 2 - 3, American School of Guatemala, Guatemala:  122601 respostas correctas

## Resultados de 2007

### Estudantes vencedores
1. Stefan L, Christian Alliance International School|Christian Alliance P.C. Lau Memorial International School, Hong Kong
2. Kelvin H, Taunton School, United Kingdom
3. Ana Catarina V, CLIP, Portugal
4. Simone C, Newlands Intermediate, New Zealand
5. Maoki G, International Christian Academy of Nagoya, Japan
6. Shoaib Akram S, Beaconhouse School System, Gulshan Cambridge Branch, Pakistan
7. Adriel T, Overseas Family School, Singapore
8. Yiannis Z, The English School Nicosia, Cyprus
9. Nicolae F, Mark Twain International School, Romania
10. Ross R, Team Australia, Australia

## Países participantes
África do Sul, Albânia, Alemanha, Angola, Arábia Saudita, Austrália, Áustria, Barém, Bangladexe, Bélgica, Bermudas, Botsuna, Brasil, Brunei, Cazaquistão, Costa do Marfim, Canadá, Ilhas Canárias, Catar, Ilhas Cayman, Chéquia, China, Colômbia, Congo, Coreia do Sul, Costa Rica, Croácia, Chipre, Emirados Árabes Unidos, Egito, El Salvador, Equador, Eritreia, Eslováquia, Espanha, Etiópia, Filipinas, Finlândia, França, Gabão, Gâmbia, Gana, Grécia, Guatemala, Haiti, Honduras, Hong Kong, Hungria, Índia, Indonésia, Irlanda, Ilha de Man (Reino Unido), Itália, Japão, Jordânia, Kuwait, Líbano, Lesoto, Líbia, Luxemburgo, Malásia, Malta, México, Marrocos, Moçambique, Nepal, Nova Zelândia, Nigéria, Ilhas Marianas do Norte, Noruega, Omã, Países Baixos, Paquistão, Panamá, Papua-Nova Guiné, Paraguai, Polônia, Portugal, Porto Rico, Quênia, Reino Unido, Romênia, Rússia, Seicheles, Singapura, Sri Lanca, Sudão, Suécia, Suíça, Taiwan, Tanzânia, Tailândia, Turquia, Uganda, Estados Unidos, Uzbequistão, Venezuela, Vietnã e Zimbábue